# 콜레칼시페롤
콜레칼시페롤 또는 비타민 D3는 햇빛에 노출되었을 때 피부에서 생성되는 일종의 비타민 D이다. 일부 식품에서 발견되며 건강 보조 식품으로 섭취할 수 있다.
콜레칼시페롤은 UVB 빛에 노출된 후 피부에서 만들어진다. 간에서 칼시페디올(25-하이드록시비타민 D)로 전환된 후 신장에서 칼시트리올(1,25-디하이드록시비타민 D)로 전환된다. 그 작용 중 하나는 장에서 칼슘 흡수를 증가시키는 것이다. 일부 생선, 쇠고기 간, 계란 및 치즈와 같은 식품에서 발견된다. 미국을 포함한 일부 국가에서는 식물, 젖소 우유, 과일 주스, 요구르트 및 마가린에도 콜레칼시페롤이 첨가되어 있을 수 있다.
콜레칼시페롤은 비타민 D 결핍을 예방하기 위한 경구용 식이 보충제 또는 구루병을 포함한 관련 질병을 치료하기 위한 약물로 섭취할 수 있다. 또한 가족성 저인산혈증, 저칼슘혈증을 유발하는 부갑상선 기능 저하증, 판코니 증후군에도 사용된다. 비타민 D 보충제는 심각한 신장 질환이 있는 사람에게는 효과가 없을 수 있다. 인간의 과도한 복용량은 구토, 변비, 쇠약 및 혼란을 초래할 수 있다. 다른 위험에는 신장 결석이 포함된다. 일반적으로 고혈중 칼슘이 발생하기 전에 일일 40,000 IU(1,000 μg) 이상의 용량이 필요하다. 하루 800–2000 IU의 정상 용량은 임신 중에 안전하다.
콜레칼시페롤은 1936년에 처음 기술되었다. WHO 필수 의약품 목록에 포함되어 있다. 2020년에는 미국에서 60번째로 가장 많이 처방된 약물로 1,100만 건 이상 처방되었다. 콜레칼시페롤은 복제약으로 처방 없이 구입할 수 있다.

## 같이 보기
- 에르고칼시페롤